# Matejki
Matejki [pronunciación en polaco: /maˈtɛi̯ki/] es un pueblo ubicado en el distrito administrativo de Gmina Sterdyń, dentro del Condado de Sokołów, Voivodato de Mazovia, en el este Polonia central. Se encuentra aproximadamente a 9 kilómetros al este de Sterdyń, a 23 kilómetros al noreste de Sokołów Podlaski, y a 104 kilómetros al noreste de Varsovia. Su Población según el último censo es de 42 personas.